# 保導聯盟事件

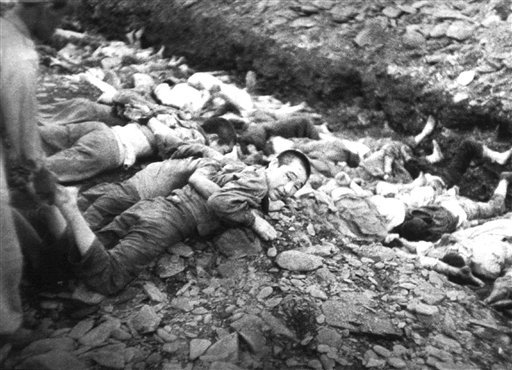

國民保導聯盟大屠殺（국민보도연맹 학살/國民保導聯盟虐殺），或稱保導聯盟事件（보도연맹 사건/保導聯盟事件），是指韓戰初期，大韓民國國軍在南韓針對共產黨支持者进行的一场大規模屠杀。

## 過程
1949年，南韓政府據1948年12月實施的《国家保安法》成立「國民保導聯盟」，對共產主義同情者實施再教育，旨在“通過改變意識形態來保護和引導受極左主義影響的人們”。當時，官僚為求達成登記人數目標，以各种利益吸引，例如米、麵粉等糧食或日用品。加之因战争带来的饥饿，许多平民被怂恿或胁迫登記為「保導聯盟」成員。當中很多人不是共產主義同情者，甚至根本不知道甚麼是「共產主義」、「共產黨」。除此之外被强制登記為保導聯盟的成員當中還有部分參與“南北連席会議”的中間派或右翼黨如韓國獨立黨的成員，以及堅持美軍撤出的人士。成立不到半年，「國民保導聯盟」已有30萬名成員。
1950年韓戰爆發後，南韓總統李承晚於6月27日下令逮捕並處決保導聯盟成員。第一场屠杀于一天后的6月28日于江原道横城郡开始。撤退的韩国军队和反共组织在没有任何审判或判决的情况下处决了所谓的共产党囚犯以及大量保导联盟成员。其中许多死者為與共產黨關係甚淺、甚至不相干的人士。
時任美國駐韓大使约翰·J·穆奇奥曾經要求李承晚總統和國防部長申性模停止未經審訊的處決；英國與澳大利亞方面皆有見證報導紀錄，並曾透過外交管道試圖阻止後續暴行。

## 被害人數
屠殺人數言人人殊，由於年代久遠、材料不足，沒有統一的說法。較通行的說法有兩個，一是韓國首爾大學教授金東椿估計，有六萬至十一萬人死亡；最高是韓國延世大學東亞研究中心主任朴明林估計，有二十萬人死亡。

## 外部連結
- MASS KILLINGS IN KOREA Commission Probes Hidden History of 1950（页面存档备份，存于）, 美国联合通讯社